# James Blackwell
Emmanuel James Blackwell (nacido el 25 de febrero de 1968 (57 años) en Mount Kisco, Nueva York)  es un exjugador de baloncesto estadounidense. Con 1,83 de estatura, jugaba en la posición de base.

## Equipos
- High School. Fox Lane (Bedford, New York).
- High School. Deerfield Academy, Massachusetts.
- 1987-91 NCAA. Universidad de Dartmouth.
- 1991 WBL. Nashville Stars.
- 1991-92 GBA. Albany Sharp Shooters.
- 1992 WBL. Youngstown Pride.
- 1992-93 GBA. South Georgia Blues.
- 1992-93 CBA. Capital Region Pontiacs. Juega 32 partidos.
- 1993-94 WBL. Hamilton Skyhawks.
- 1993-94 CBA. Hartford Hellcats.
- 1993-94 CBA. Oklahoma City Cavalry.
- 1993-94 CBA. La Crosse Catbirds.
- 1994-95 CBA. Pittsburgh Piranhas.
- 1994-95 NBA. Charlotte Hornets. Cuatro partidos.
- 1994-95 CBA. Pittsburgh Piranhas.
- 1994-95 NBA. Boston Celtics. Juega nueve partidos.
- 1994-95 CBA. Pittsburgh Piranhas.
- 1995-96 ACB. Gijón Baloncesto.
- 1996-97 LNB. Olympique Antibes.
- 1997-98 LNB. Pitch Cholet.
- 1998-99 CBA. La Crosse Bobcats.
- 1999-00 LEGA.Banco Sardegna Sassari.
- 2000-01 Israel. Hapoel Jerusalem BC.
- 2000-01 LNB. ALM Evreux Basket.
- 2000-01 Liga de Turquía. Besiktas Estambul.
- 2001-02 Oyak Renault